# Pedro José de Baeza
Pedro José de Baeza y Urzúa, decimoctavo alcalde del municipio de Rancagua (Paredones 1755-1830). Hijo de Pedro de Baeza y Valenzuela y su segunda esposa, Casilda de Urzúa y Gaete. Instruido en el Regimiento de Dragones de la Reina, en la capital y regresó a Cachapoal como Maestre de Campo, radicándose en 1780 en la ciudad de Rancagua. Contrajo nupcias en 1782, con Manuela de los Dolores Valenzuela Guzmán, desposando posterior a su viudez a Mercedes Cruz Fuenzalida. 
Alcalde de Rancagua (1819-1821). Su administración fue favorecida por el gobierno nacional de Bernardo O'Higgins, por la lealtad mostrada durante las guerras de independencia. Tuvo recursos para el mejoramiento de los caminos de la ciudad, además del inicio del trazado de la actual Alameda Libertador Bernardo O'Higgins que hoy cruza Rancagua de poniente a oriente.